# Carlos Oliveras de la Riva
Carlos Oliveras de la Riva (Barcelona, 4 de diciembre de 1914 - Barcelona, 21 de mayo de 2007) fue un neurólogo español. Presidió la Sociedad Española de Neurología entre 1965 y 1969 y fue miembro de honor de la Sociedad de Neurología Francesa y de la Sociedad de Neurología Inglesa.

## Infancia y juventud
Nació en Barcelona, hijo del industrial algodonero catalán Guillermo Oliveras Galés y de Teresa de la Riva Ruiz, originaria de Ortigosa de Cameros (La Rioja). Su padre murió víctima de la epidemia de gripe de 1918 y su madre moriría poco más de 10 años después, por lo que a los 14 años quedó huérfano. Realizó los estudios primarios con los jesuitas y desde muy joven mostró muy buenas aptitudes para el estudio. Empezó a cursar comercio pero cambió poco después a estudios de bachillerato al descubrir su vocación científica y decidir cursar la carrera de medicina.  

## Vida adulta y carrera profesional
Estudió en la Universidad Autónoma de Barcelona y realizó estudios complementarios en el Bernhard-Nocht-Institut für Tropenmedizin de Hamburgo. La guerra civil española (1936-1939) interrumpió su formación antes de que pudiera licenciarse. El Dr. Oliveras de la Riva, de familia conservadora, huyó a Francia poco después de estallar la contienda y ganó de nuevo el territorio nacional en la zona sublevada, sirviendo el resto de la contienda como brigada médico.
Se licenció finalmente en Medicina en el año 1940. Su primer contacto con la neurología lo tuvo en el dispensario de la cátedra de Patología Médica dirigida por el Dr. Rodríguez Arias. 
El latirismo, una intoxicación crónica debida al consumo frecuente de almortas común durante la posguerra, fue el tema de su Tesis doctoral, "Estudio de la epidemia de latirismo en Cataluña" leída en 1942. Anteriormente ya había realizado una publicación sobre el mismo tema junto al Dr. Emilio Ley en la revista Clínica Española. Su aportación duplicó la estadística mundial, ya que en aquel entonces sólo existía en la literatura médica un caso con estudio anatómico documentado en Rusia.
Gracias a este logro fue becado por el Consejo Superior de Investigaciones Científicas (CSIC) y en 1942 se trasladó a Madrid. Estudió con el patólogo Fernando de Castro y en el Instituto Cajal, en el que se ganó el sobrenombre de "el catalán trabajador". En 1944 se casó en Madrid con Mariana Ley Duarte, sobrina del neurocirujano canario Adolfo Ley Gracia, y con quien tendría cinco hijos. Ese mismo año regresó a Barcelona para incorporarse a la Facultad de Medicina como jefe del dispensario de la clínica del profesor Gibert Queraltó. Simultáneamente trabajó en el Servicio de Neurocirugía del Hospítal Clínico con el Dr. Adolfo Ley.
En 1947 hizo una ampliación de sus estudios en el servicio del profesor Percival Bailey, director del Instituto de Neurología de la Universidad de Illinois.
Su actividad docente culminó al ser nombrado en 1968 director de la Escuela Nacional de Postgraduados de Neurología. Participó activamente en todas las actividades de la Sociedad Española de Neurología, de la que fue Presidente de 1965 a 1969. Bajo su presidencia consolidó la internacionalización de la Sociedad y se celebró una reunión conjunta con la Sociedad de Neurología Francesa, de la que el Dr. Oliveras de la Riva era miembro de honor. Fue asimismo un factor clave para lograr la organización del X Congreso Internacional de Neurología en Barcelona en 1973, en el que ocupó el cargo de tesorero y en el que fue nombrado Presidente de Honor de la Sociedad Española de Neurología.
Dos de sus cinco hijos siguieron sus pasos y se licenciaron en Medicina. Además el Dr. Oliveras de la Riva fue un gran amante del deporte y fue socio del R. C. D. Espanyol durante más de 85 años.